# 4. symfoni (Mahler)
4. symfoni i g-dur (ender i e-dur) af Gustav Mahler er skrevet mellem 1899 og 1900, reviderede udgaver 1901 – 1910
Symfonien har 4 satser
1. Bedächtig, nicht eilen
2. In gemächlicher Bewegung. Ohne Hast
3. Ruhevoll, poco adagio
4. Sehr behaglich

## Tekster
Symfonien indeholder sang. Teksten er gengivet nedenfor

### Fra 4. sats
Das himmlische Leben
(fra: Des Knaben Wunderhorn)
Wir genießen die himmlischen Freuden,

D'rum tun wir das Irdische meiden.

Kein weltlich' Getümmel

Hört man nicht im Himmel!

Lebt alles in sanftester Ruh'.

Wir führen ein englisches Leben,

Sind dennoch ganz lustig daneben;

Wir tanzen und springen,

Wir hüpfen und singen,

Sanct Peter im Himmel sieht zu.

Johannes das Lämmlein auslasset,

Der Metzger Herodes d'rauf passet,

Wir führen ein geduldig's,

Unschuldig's, geduldig's,

Ein liebliches Lämmlein zu Tod!

Sanct Lukas, der Ochsen tät schlachten

Ohn' einig's Bedenken und Achten,

Der Wein kost' kein Heller

Im himmlischen Keller,

Die Englein, die backen das Brot.

Gut' Kräuter von allerhand Arten,

Die wachsen im himmlischen Garten,

Gut' Spargel, Fisolen

Und was wir nur wollen.

Ganze Schüsseln voll sind uns bereit!

Gut' Äpfel, gut' Birn und gut' Trauben;

Die Gärtner, die alles erlauben.

Willst Rehbock, willst Hasen,

Auf offenen Straßen

Sie laufen herbei!

Sollt' ein Festtag etwa kommen,

Alle Fische gleich mit Freuden angeschwommen!

Dort läuft schon Sanct Peter

Mit Netz und mit Köder

Zum himmlischen Weiher hinein,

Sanct Martha die Köchin muß sein.

Kein' Musik ist ja nicht auf Erden.

Die unsrer verglichen kann werden,

Elftausend Jungfrauen

Zu tanzen sich trauen.

Sanct Ursula selbst dazu lacht!

Kein Musik ist ja nicht auf Erden,

Die unsrer verglichen kann werden.

Cäcilia mit ihren Verwandten,

Sind treffliche Hofmusikanten!

Die englischen Stimmen

Ermuntern die Sinnen,

Daß alles fur Freuden erwacht.

## Orkestrering
Orkesteret i den 4. symfoni er mindre end i de to foregående.

### Mahlers forslag til orkestreringen.
(instrumenterne i parentes indikerer at musikerne spiller flere instrumenter. (4 fløjter (2 Piccolo) betyder f.eks. at to af fløjtenisterne spiller piccolofløjte i visse af passagerne)
- 4 Fløjter (2 Piccolofløjter)
- 3 Oboer (1 Engelskhorn)
- 3 klarinetter (1 basklarinet)
- 1 Es klarineter
- 3 Fagoter (1 Kontrafagot)
- 4 Horn
- 3 Trompeter (1 Flygelhorn)
- Pauker
- Slagtøj
  - Stortromme
  - Bækner
  - Tam tam
  - Triangel
  - Koklokke
  - Lilletromme
  - Klokkespil
  - Klokker
- 1 Harpe
- Strygere (scordatura Solo Violin)
- Solo sopran (4. sats)